# Station Rozprza
Station Rozprza is een spoorwegstation in de Poolse plaats Rozprza.